# Trent Park
Trent Park è un country park a Londra, situato nelle vicinanze di Hadley Road e Limes Avenue. 
Il parco circonda una villa storica e ora forma il campus della celebre Middlesex University.

## Storia
Nel XIV secolo Trent Park faceva parte di Enfield Chase, una delle riserve di caccia di Enrico IV.
Nel 1777 Giorgio III donò il parco a Richard Jebb come ricompensa per aver salvato la vita a suo fratello, il Duca di Gloucester.
Nel 1836 la villa venne acquistata dal banchiere David Bevan per il matrimonio del figlio Robert Cooper Lee Bevan con Lady Agneta Yorke. Robert Bevan nel 1838 costruì la Christ Church. Nel 1909 venne venduto a Philip Sassoon (cugino del poeta Siegfried Sassoon), che intrattenne nella tenuta ospiti importanti come Charlie Chaplin e Winston Churchill.
Durante la seconda guerra mondiale Trent park venne usato come prigione speciale per i generali e gli ufficiali tedeschi prigionieri. Molte stanze della villa erano fornite di microfoni nascosti e da dispositivi di ascolto per raccogliere importanti informazioni militari. In tal modo fu reso possibile lo sfortunato colpo di Stato del 20 luglio 1944.
Nel 1951 la tenuta divenne l'allora Trent Park College, che diventò parte del Middlesex Polytechnic nel 1978, e quindi a sua volta, nel 1992, parte della Middlesex University.